# Unión Panamericana
Unión Panamericana è un comune della Colombia facente parte del dipartimento di Chocó.
L'istituzione del comune è del 30 luglio 1999 per separazione dai comuni di Tadó e Istmina.